# Sarkhej
Sarkhej är en ort i Indien.   Den ligger i distriktet Ahmadābād och delstaten Gujarat, i den västra delen av landet, 800 km sydväst om huvudstaden New Delhi. Sarkhej ligger 47 meter över havet och antalet invånare är 30 341.
Terrängen runt Sarkhej är mycket platt. Runt Sarkhej är det mycket tätbefolkat, med 7 758 invånare per kvadratkilometer. Närmaste större samhälle är Ahmedabad, 9,9 km nordost om Sarkhej. Trakten runt Sarkhej består till största delen av jordbruksmark.